# Elatine fassettiana
Elatine fassettiana är en slamkrypeväxtart som beskrevs av Julian Alfred Steyermark. Elatine fassettiana ingår i släktet slamkrypor, och familjen slamkrypeväxter. Inga underarter finns listade i Catalogue of Life.